# Sopránsaxofon
Sopránsaxofon (též sopránový saxofon) je třetí nejmenší z rodiny saxofonových nástrojů. Je laděný in B a zní o oktávu výše než tenorsaxofon. Kvůli jeho relativně malé velikosti nemá na rozdíl od většiny saxofonů zahnutou trubici, přičemž ale existují i varianty, které zahnutou trubici mají (tento typ má tu výhodu, že hráč lépe slyší nástroj a je s ním v lepším kontaktu).
Nejvíce se sopránsaxofon používá v sólové hře, daleko méně již v dechových orchestrech. V nízkých polohách jeho zvuk připomíná klarinet, naopak ve vysokých má oproti němu ostřejší a průraznější zvuk.
Známými sopránsaxofonisty jsou například John Coltrane a Wayne Shorter (oba byli zároveň vynikajícími tenorsaxofonisty). Ukázkami mistrovské hry na tento nástroj jsou například „Petite Fleur“ od Sidney Becheta nebo „My Favorite Things“ od Johna Coltranea.
Na české scéně sopránsaxofon nejvíce proslavil Felix Slováček.